# 312 TCN
312 TCN là một năm trong lịch La Mã.